# Gesetzliche Ausschlussfristen im Arbeitsrecht (Deutschland)
Gesetzliche Ausschlussfristen sind im Arbeitsrecht der Bundesrepublik Deutschland vielfach geregelt. Hier kann nur ein Überblick ohne Anspruch auf Vollständigkeit gegeben werden. 
Ausschlussfristen sind Fristen, nach deren Ablauf ein nicht ausgeübtes Recht erlischt. Diese können gesetzlich (gesetzliche Ausschlussfristen) oder in einem Tarifvertrag, in einer Betriebsvereinbarung oder in einem Arbeitsvertrag geregelt sein (privatautonome Ausschlussfristen, dazu siehe: Privatautonome Ausschlussfristen im Arbeitsrecht (Deutschland)). Hier geht es nur um gesetzliche Ausschlussfristen. 
Zu unterscheiden sind materiellrechtliche und prozessuale Ausschlussfristen. Prozessuale Ausschlussfristen können nur den Verlust prozessualer Rechte bewirken. Damit tritt zwar kein materieller Rechtsverlust ein, die Ansprüche sind jedoch gerichtlich nicht mehr durchsetzbar. Materielle Ausschlussfristen können einen materiellrechtlichen Rechtsverlust bewirken. Dieser Unterschied wirkt sich zum Beispiel bei Gestaltungsrechten wie der Aufrechnung aus. 
Ist innerhalb einer Ausschlussfrist Klage zu erheben, ist zu beachten, dass Klageerhebung erst zum Zeitpunkt der Zustellung eintritt. Die Frist wird jedoch trotzdem gewahrt, wenn innerhalb der gebotenen Frist die Klage beim Gericht eingeht und die Zustellung im Sinne des § 167 ZPO demnächst erfolgt. 

## Überblick
AGG (Allgemeines Gleichbehandlungsgesetz)
- § 15 Abs. 4 S. 1 AGG: Ansprüche nach § 15 Abs. 1 oder Abs. 2 AGG auf Entschädigung oder Schadensersatz müssen innerhalb einer Frist von zwei Monaten schriftlich geltend gemacht werden, wenn in einem Tarifvertrag nichts anderes vereinbart ist. (Siehe auch: § 61b ArbGG)

ArbGG (Arbeitsgerichtsgesetz)
- § 59 S. 1 ArbGG: Im Arbeitsgerichtsprozess ist anders als im allgemeinen Zivilprozess gegen ein Versäumnisurteil innerhalb einer Notfrist von einer Woche Einspruch einzulegen.

- § 61b Abs. 1 ArbGG: Eine Klage auf Entschädigung nach § 15 Abs. 1 AGG muss innerhalb von drei Monaten, nachdem der Anspruch schriftlich geltend gemacht worden ist, erhoben werden.

- § 111 Abs. 2 S. 3 ArbGG: Besteht für Ausbildungsverhältnisse eine Schiedsstelle nach § 111 Abs. 2 ArbGG, fällt der dortige Ausschuss einen Spruch und wird dieser nicht innerhalb einer Woche von beiden Parteien anerkannt, so muss (das kann ist als muss zu lesen !) binnen zwei Wochen nach ergangenem Spruch Klage beim zuständigen Arbeitsgericht erhoben werden.

BetrVG (Betriebsverfassungsgesetz)
- § 19 Abs. 2 S. 2 BetrVG: Eine Wahlanfechtung ist nur innerhalb einer Frist von zwei Wochen, vom Tage der Bekanntgabe des Wahlergebnisses an gerechnet, zulässig. (Danach kann man nur eine Nichtigkeit geltend machen.)

- § 76 Abs. 5 S. 4 BetrVG: Die Überschreitung der Grenzen des Ermessens kann durch den Arbeitgeber oder den Betriebsrat nur binnen einer Frist von zwei Wochen, vom Tage der Zuleitung des Beschlusses an gerechnet, beim Arbeitsgericht klageweise geltend gemacht werden.

- § 99 Abs. 3 S. 1 BetrVG: Der Betriebsrat kann nur innerhalb einer Frist von einer Woche nach Unterrichtung durch den Arbeitgeber einer beantragten personellen Maßnahme widersprechen.

- § 99 Abs. 4 i. V. m. § 100 Abs. 2 S. 3 BetrVG: Führt der Arbeitgeber eine personelle Maßnahme nach § 100 BetrVG vorläufig durch, muss er davon den Betriebsrat unterrichten. Er darf die personelle Maßnahme bei einem unverzüglichen Bestreiten der dringenden Erforderlichkeit durch den Betriebsrat nur dann aufrechterhalten, wenn er innerhalb von drei Tagen beim Arbeitsgericht die Ersetzung der Zustimmung des Betriebsrats und die Feststellung beantragt, dass die Maßnahme aus sachlichen Gründen dringend erforderlich war.

- § 102 Abs. 2 BetrVG: Der Arbeitgeber hat vor Ausspruch einer Kündigung den Betriebsrat zu hören. Der Betriebsrat hat im Fall einer ordentlichen Kündigung eine Frist von einer Woche (§ 102 Abs. 2 S. 1 BetrVG) und im Fall einer außerordentlichen Kündigung eine Frist von drei Tagen (§ 102 Abs. 2 S. 1 BetrVG) zu beachten, um dem Arbeitgeber schriftlich Bedenken mitzuteilen.

BGB (Bürgerliches Gesetzbuch)
- §§ 119, 121; 123, 124 BGB: Auch im Arbeitsrecht muss eine Inhaltsanfechtung unverzüglich und eine Anfechtung wegen widerrechtlicher Drohung oder arglistiger Täuschung innerhalb eines Jahres erfolgen.

- § 626 Abs. 2 BGB: Eine außerordentliche Kündigung ist nur wirksam, wenn sie innerhalb einer Ausschlussfrist von zwei Wochen nach Kenntniserlangung vom wichtigen Grund dem zu Kündigenden erklärt wird, d. h. diesem zugeht.

KSchG (Kündigungsschutzgesetz)
- §§ 4, 7, 13 KSchG: Die Unwirksamkeit einer Kündigung muss innerhalb einer Frist von drei Wochen durch eine Kündigungsschutzklage beim Arbeitsgericht geltend gemacht werden, ansonsten wird ihre Wirksamkeit fingiert. Ausgenommen ist kraft Gesetz der Unwirksamkeitsgrund der Nichteinhaltung des gesetzlichen Schriftformgebotes (§ 623 BGB). Die Dreiwochenfrist gilt nunmehr für jede Kündigung, auch für eine Kündigung innerhalb der Probezeit, für Kündigungen in Kleinbetrieben und auch für die Kündigung von Ausbildungserhältnissen, wenn kein Schiedsausschuss nach § 111 Abs. 2 ArbGG besteht. In Verbindung mit § 13 KSchG gilt die Frist auch für außerordentliche Kündigungen.

TzBfG (Teilzeit- und Befristungsgesetz)
- § 17 TzBfG: Die Unwirksamkeit einer Befristung muss innerhalb einer Frist von drei Wochen klageweise beim Arbeitsgericht geltend gemacht werden, ansonsten gilt eine Befristung als wirksam. Im Unterschied zur Kündigung ist im Fall der Befristung auch die Nichteinhaltung der Schriftform innerhalb der Frist geltend zu machen.